# Neustift (Gemeinde Scheibbs)
Neustift ist ein Ort in der Gemeinde Scheibbs. Der offizielle Name der Katastralgemeinde, in der sich Neustift befindet, lautet Neustift bei Scheibbs.

## Geschichte
Durch die Errichtung von Hammerwerken entstand im 17. und 18. Jahrhundert die Werksiedlung Neustift im Erlauftal südlich der Stadt Scheibbs. Im Jahre 1843 wurde unter Franz Freiherr von Wertheim eine Werkzeugproduktion begonnen.
In der Dreimärkterstraße und Strudenzeile sind noch ehemalige Hammerwerke im Kern vorhanden, die teils noch ihre Biedermeierfassaden tragen. Die ehemalige Werkssiedlung ist heute weitgehend mit Wohnverbauungen des 20. Jahrhunderts versetzt. In der Dreimärkterstraße 2 war die ehemalige Strudenmühle, sie wird nun als Kleinkraftwerk genutzt. Ehemalige Werkshallen von Wertheim werden als Bauhof genutzt. Auf Strudenzeile 1 steht der ehemalige Strudenhammer, im Kern aus dem 17. Jahrhundert, mit kreuzgratgewölbtem Flur.
Laut Adressbuch von Österreich waren im Jahr 1938 in der Ortsgemeinde Neustift ein Arzt, ein Bäcker, ein Binder, sechs Gastwirte, ein Glaser, eine Hebamme, zwei Holzhändler, ein Holzwarenerzeuger, zwei Installateure, zwei Landesproduktehändler, ein Maurermeister, eine Mühle samt Elektrizitätswerk, eine Papierfabrik (in Neubruck), eine Pension, ein Rohproduktehändler, zwei Sägewerke, drei Schneider, drei Schuster, vier Trafikanten, zwei Tischler, ein Trödler, ein Viktualienhändler, eine Wäscherei, zwei Werkzeugfabriken, ein Zimmermeister und zahllose Landwirte ansässig.